# North Lopham
North Lopham är en ort och civil parish i Storbritannien.   Den ligger i grevskapet Norfolk och riksdelen England, i den sydöstra delen av landet, 120 km nordost om huvudstaden London. North Lopham ligger 52 meter över havet och antalet invånare är 605.
Terrängen runt North Lopham är platt. Runt North Lopham är det ganska tätbefolkat, med 104 invånare per kvadratkilometer. Närmaste större samhälle är Thetford, 16,4 km väster om North Lopham. Trakten runt North Lopham består till största delen av jordbruksmark.